# Powerade
„Powerade“ или Пауърейд е спортна напитка, която се произвежда от Кока Кола Къмпани. Главният конкурент на Powerade в спортните напитки е „Gatorade“.

## Вкусове
Има различни вкусове, някои от които са:
- планинска буря (Mountain Blast)
- лимон (Lemon-Lime)
- плодов пунш (Fruit Punch)
- портокал (Orange)
- вишна (Black Cherry Lime)
- назъбен лед (Jagged Ice)
- полярно разбиване (Arctic Shatter)
- зелена буря (Green Squall)
- манго (Mango)
- ягода-пъпеш (Strawberry Melon)